# Бърбидж
Бъ̀рбидж (на английски: Burbage) е село в централната част на Англия, графство Лестършър. Населението му е около .
Разположено е на 124 метра надморска височина в Лестършърските долини, непосредствено на югоизток от Хинкли и на 19 километра югозападно от Лестър. Селището се споменава за пръв път през 1043 година и се разраства бързо в средата на XX век като жилищно предградие на Хинкли.

## Известни личности
Родени в Бърбидж
- Роджър Коутс (1682 – 1716), математик